# Karlsdals kapell
Karlsdals kapell är en kyrkobyggnad i Karlskoga kommun som hör till Karlskoga församling.

## Byggnaden

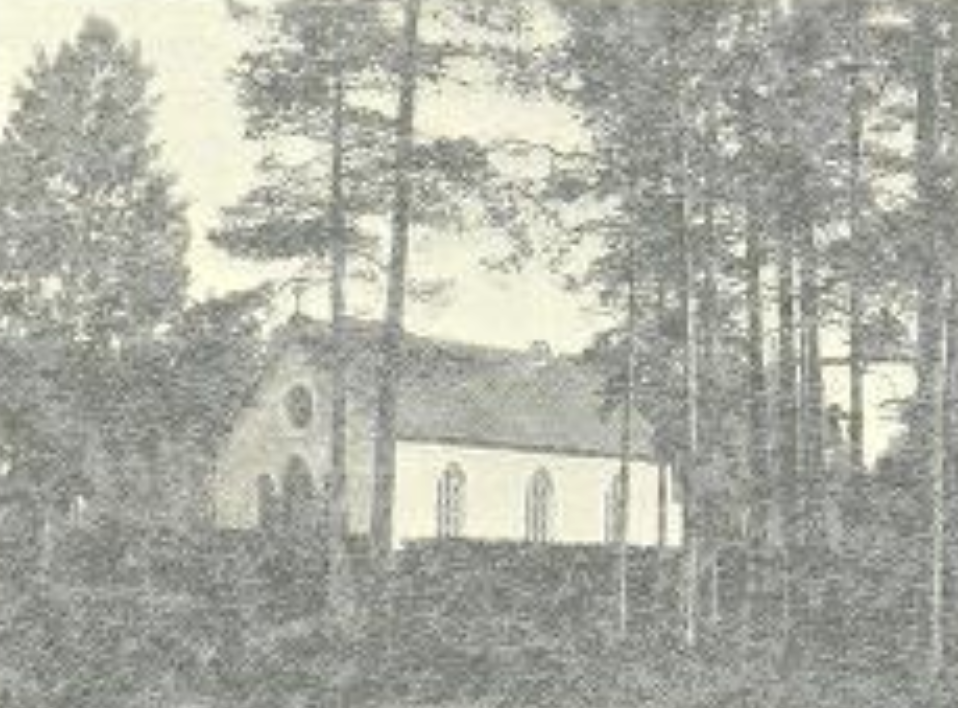
Karlsdals kapell cirka 1895.

Kapellet uppfördes i nygotisk stil 1842 efter ritningar av arkitekten Fredrik Wilhelm Scholander. Det har putsad fasad och slaggstensmurar. Långhuset är enskeppigt med sakristia. Ingången flankeras av två kolonner i gjutjärn, gjutna av järn från Karlsdals masugnar. Även fönsterbågarna är i gjutjärn. En större invändig restaurering utfördes under 1950-talet. Klockstapeln uppfördes 1942.

## Kyrkogården
Karlsdals kyrkogård har 174 gravplatser. 